# چرخه سوخت توریوم

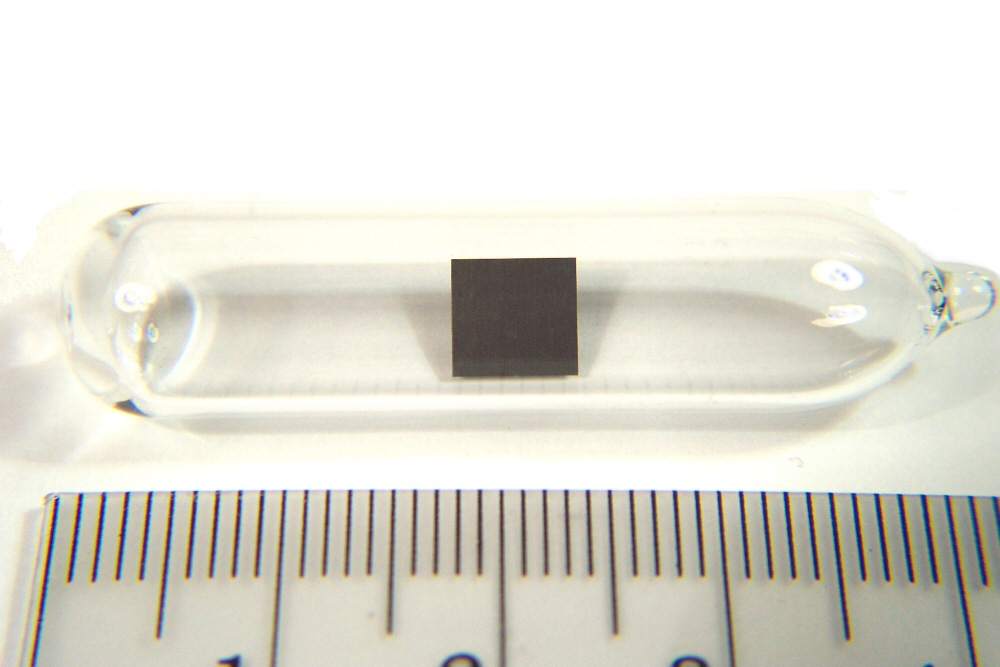
یک نمونه از فلز توریم

چرخه سوخت توریوم نوعی از چرخه سوخت هسته‌ای است که از ایروتوپ‌های توریوم به عنوان ماده باردار رآکتور در آن استفاده می‌شود.
چرخه سوخت توریوم نسبت به چرخه سوخت اورانیوم دارای مزایایی است.
از جمله مزایای این چرخه این است که دارای خواص فیزیکی و هسته‌ای بهتری است و تولید پلوتونیم و آکتینید کمتری دارد.
نگرانی‌ها در مورد محدود بودن معادن اورانیوم باعث ایجاد توجه دانشمندان به این ماده جایگزین و کم خطر تر شده‌است.
از آنجا که توریوم قابلیت‌های فراوانی در کاربردهای صلح‌آمیز از انرژی هسته‌ای دارد و در عین حال برای تولید سلاح‌های هسته‌ای مناسب نیست جایگزینی آن با چرخه اورانیوم مورد توجه مجامع بین‌المللی حامی صلح قرار گرفته‌است.
تخمین زده شده‌است که ذخایر توریوم در زمین چهار برابر اورانیوم است.
توریوم را می‌توان از ماسه مونازیت استخراج کرد.
از آنجا که توریوم بر خلاف اورانیوم فقط یک ایزوتوپ دارد برای استفاده آن در رآکتور نیازی به جداسازی ایزوتوپ‌ها نیست.